# 桥田邦彦
桥田邦彦（日語：橋田 邦彦/はしだ くにひこ，1882年3月15日—1945年9月14日），日本的教育家、医学博士，二战后被指控为甲级战犯。

## 生平
1882年，出生。1914年，留学欧洲。1922年，任东京帝国大学医学部教授。1940年，任文部大臣。1945年，服毒自杀。